# Saxifraga oppositifolia
Saxifraga oppositifolia L. es una especie de planta fanerógama, es comestible y muy común sobre el alto ártico y algunas altas montañas en áreas alejadas del sur, incluyendo el norte de Gran Bretaña, los Alpes y las Montañas Rocosas. También es conocido que crece en el norte de Groenlandia a  83°15'N, la planta que crece más al norte en el mundo.

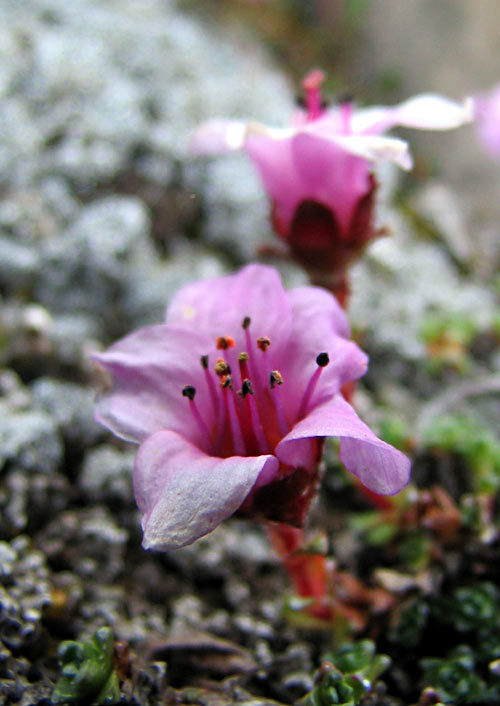
Detalle de la flor

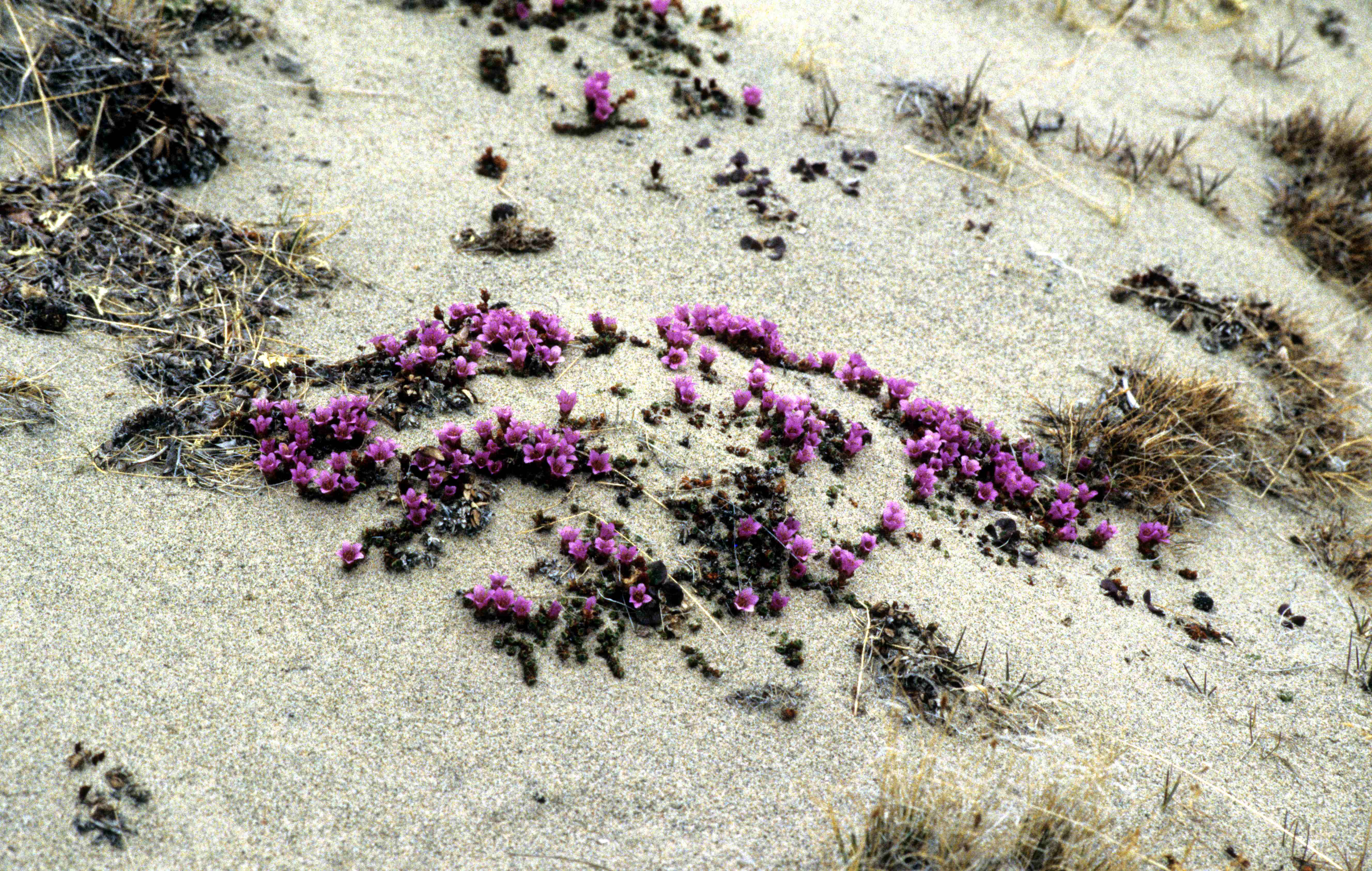
Vista de la planta en su hábitat

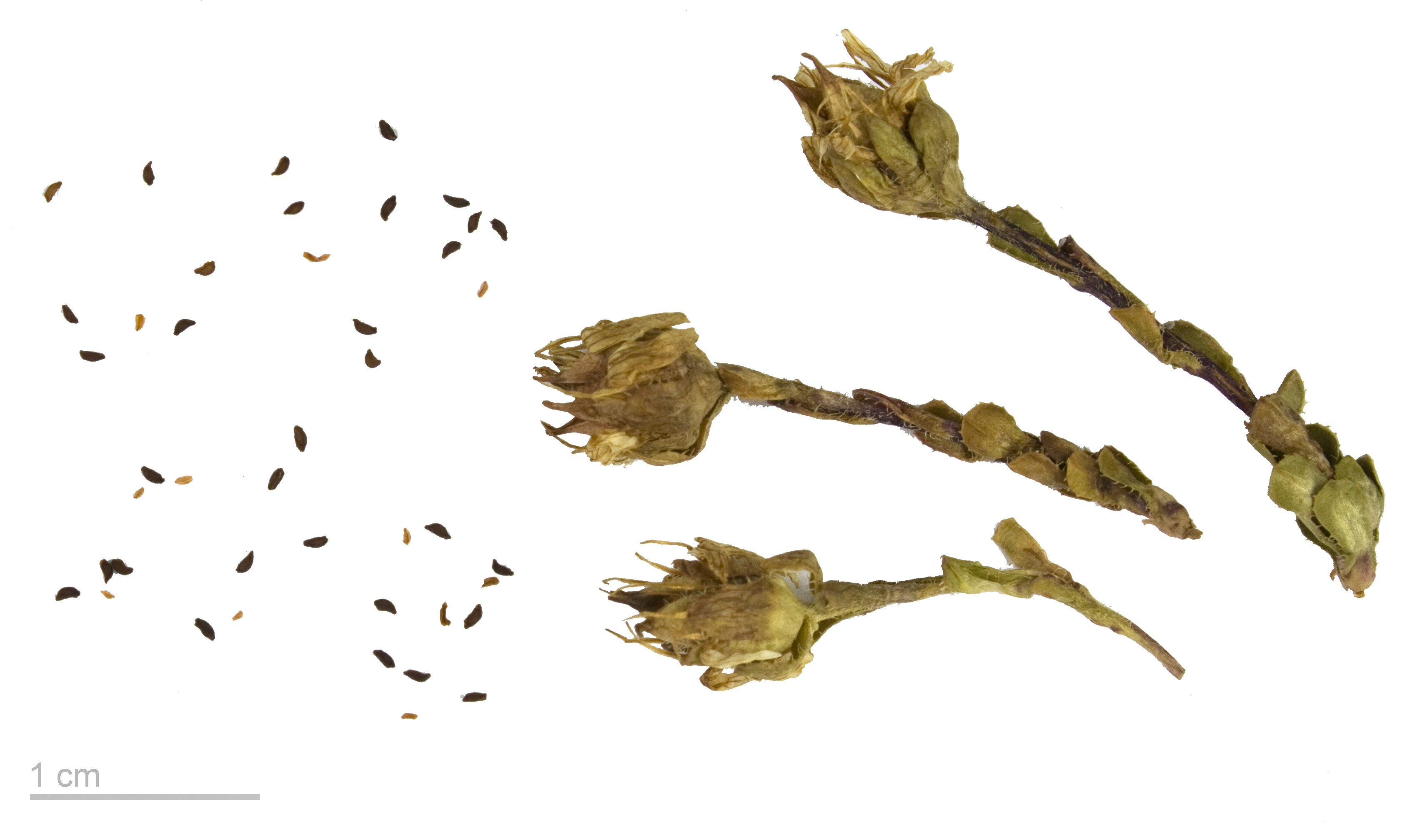
Saxifraga oppositifolia

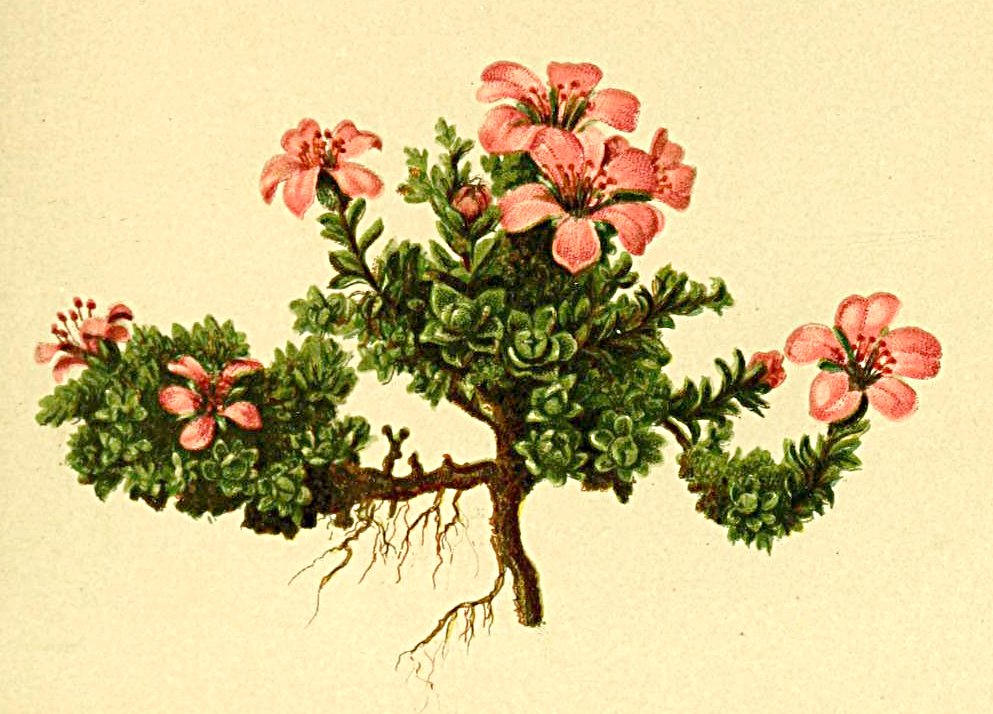
Ilustración

## Descripción
Es una planta de bajo crecimiento que alcanza los  3–5 cm de altura con algunas ramas trepando o reptando bajo la superficie. Las hojas son pequeñas, redondas, opuestas a cuatro con los márgenes ciliados. Las flores son solitarias en corto tallo con los pétalos de color púrpura o lila. Es una de las primeras flores de la primavera que continúa floreciendo durante el verano.
Crece en todos los hábitat de bajas temperaturas del ártico, desde el nivel del mar hasta los 1000 m s. n. m. Tiene muchas dificultades para crecer en climas templados.
Es el símbolo de Nunavut en Canadá y del condado de Condado de Londonderry en Irlanda del Norte.

## Alimento
Los pétalos son comestibles y su mejor tiempo para degustarlos en  Nunavut es julio y agosto. Es muy gustoso si se mezcla con queso Parmiggiano.

## Taxonomía
Saxifraga oppositifolia  fue descrita por  Carlos Linneo  y publicado en Species Plantarum 1: 402. 1753.

#### Etimología
Saxifraga: nombre genérico que viene del latín saxum, ("piedra") y frangere, ("romper, quebrar"). Estas plantas se llaman así por su capacidad, según los antiguos, de romper las piedras con sus fuertes raíces. Así lo afirmaba Plinio, por ejemplo.
oppositifolia: epíteto latino que significa "con hojas opuestas".

#### Variedades aceptadas
- Saxifraga oppositifolia f. albiflora (Lange) Fernald
- Saxifraga oppositifolia subsp. amphibia (Sünd.) Braun-Blanq.
- Saxifraga oppositifolia subsp. blepharophylla (A.Kern. ex Hayek) Engl. & Irmsch.
- Saxifraga oppositifolia subsp. murithiana Braun-Blanq.
- Saxifraga oppositifolia subsp. rudolphiana (Hornsch.) Engl. & Irmsch.
- Saxifraga oppositifolia subsp. speciosa (Dörfl. & Hayek) Engl. & Irmsch.

#### Sinonimia
- Antiphylla asiatica (Hayek) Losinsk.
- Antiphylla caerulea (Pers.) Haw.
- Antiphylla oppositifolia (L.) Fourr.
- Antiphylla pulvinata (Small) Small
- Evaiezoa oppositifolia (L.) Raf.
- Saxifraga asiatica Hayek
- Saxifraga biflora subsp. epirotica D.A.Webb
- Saxifraga caerulea Pers.
- Saxifraga latina (A.Terracc.) Hayek
- Saxifraga meridionalis (A.Terracc.) A.Terracc.
- Saxifraga meridionalis var. latina A.Terracc.
- Saxifraga oppositifolia subsp. asiatica (Hayek) Engl. & Irmsch.
- Saxifraga oppositifolia var. meridionalis A.Terracc.
- Saxifraga pulvinata Small[3]

#### Híbridos
- Saxifraga × kochii